# مسجد جامع گوهریه یوخاری

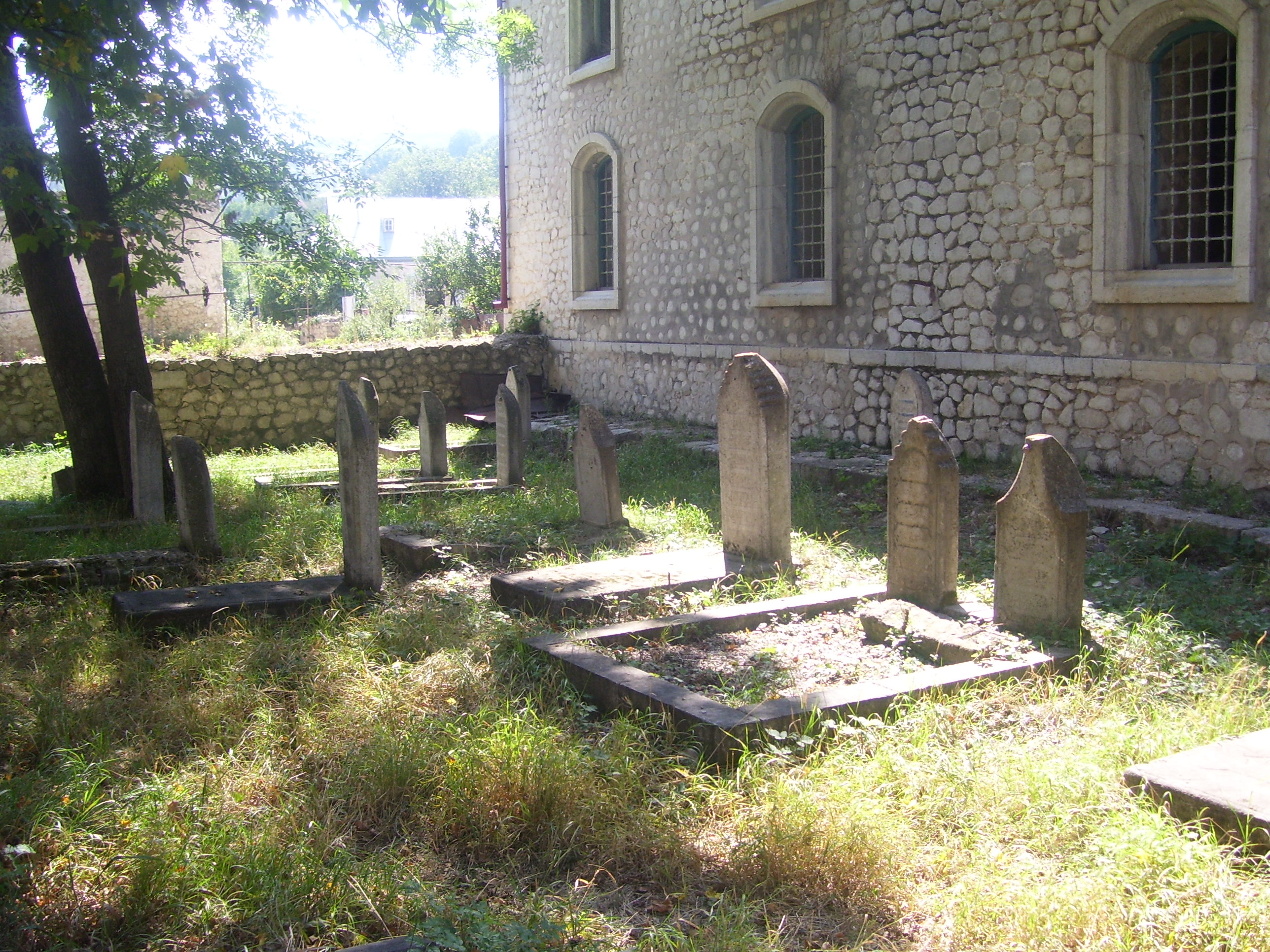

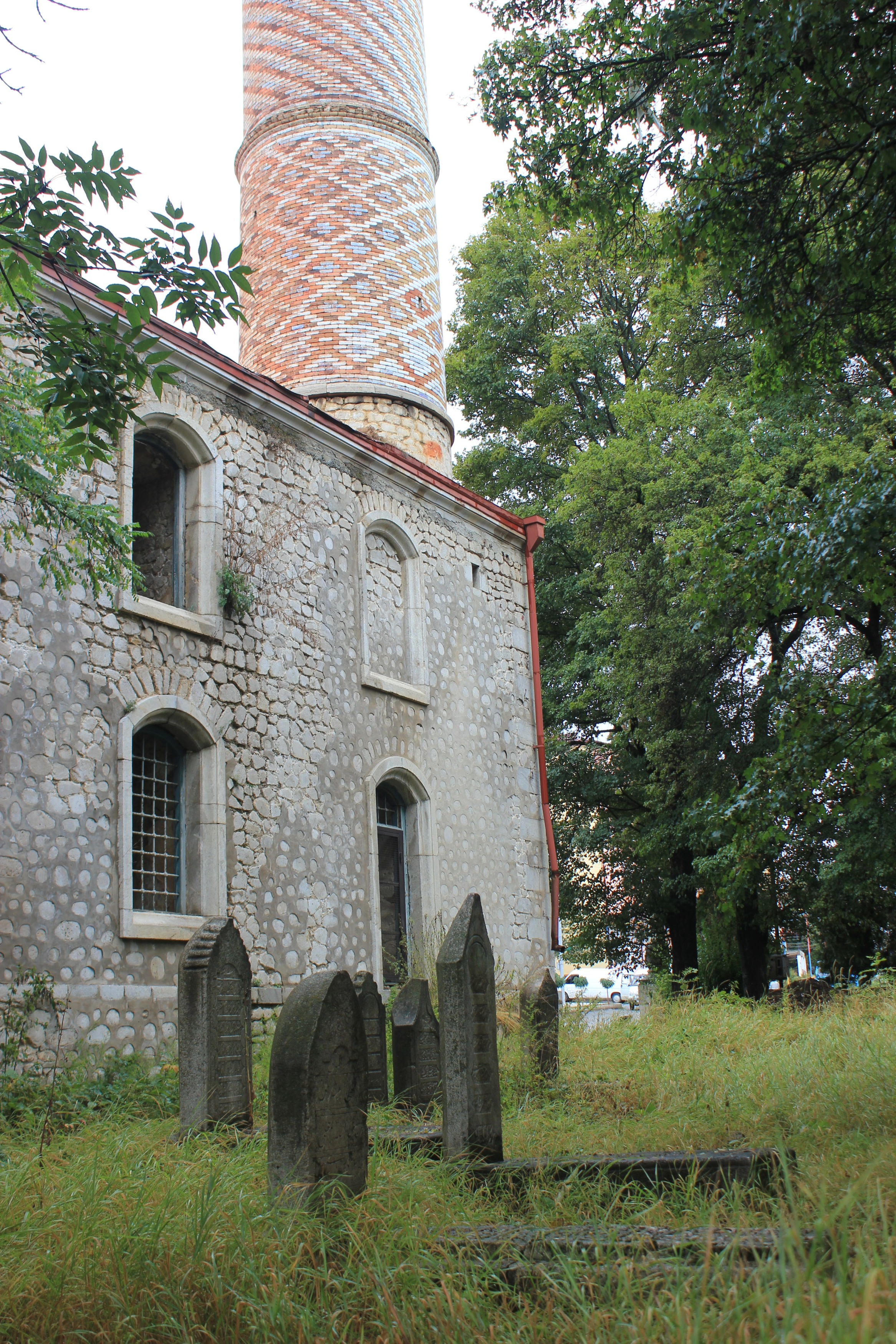

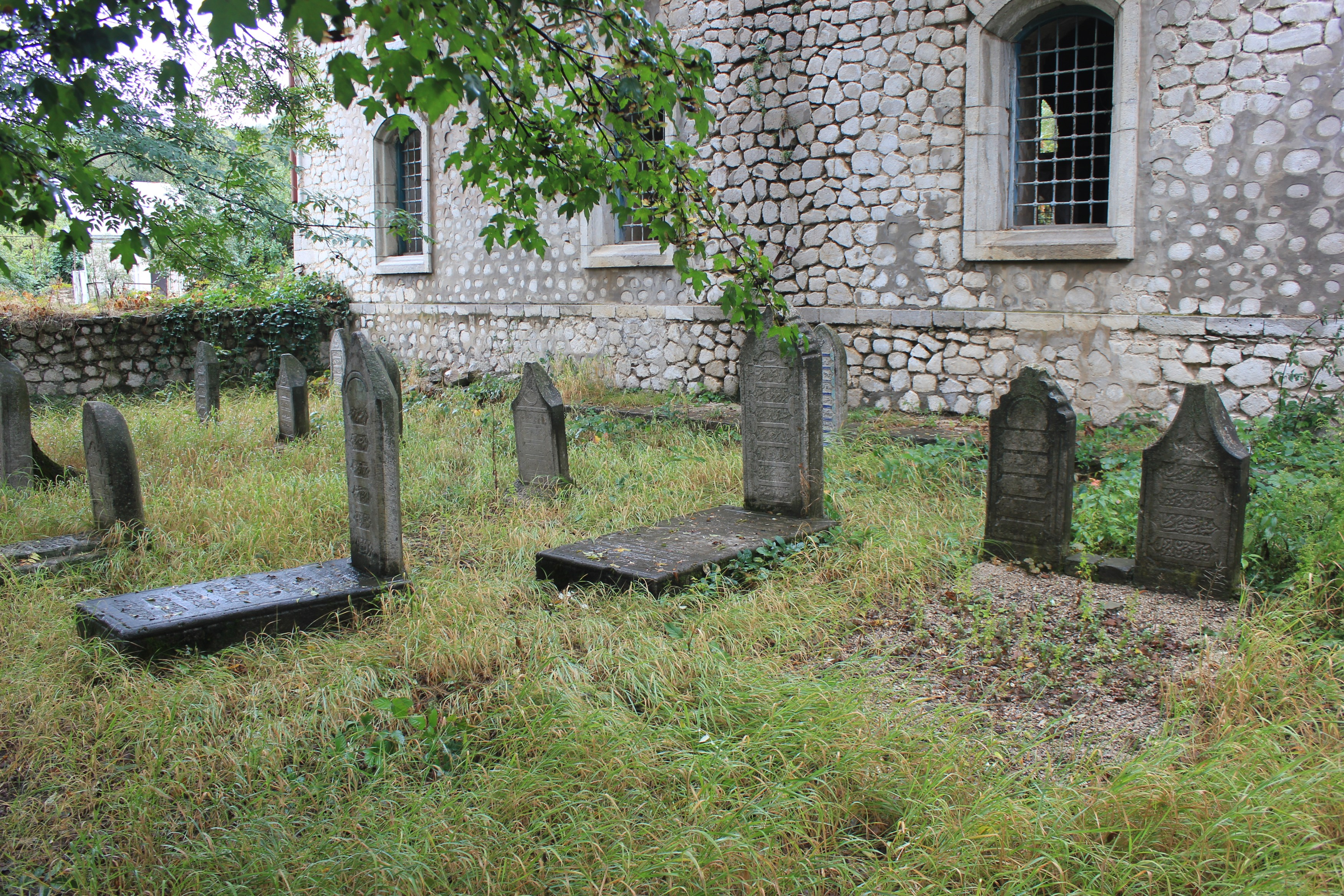

مسجد جامع گوهریه یوخاری (به ترکی آذربایجانی: Yuxarı Gövhər ağa məscidi)(به ارمنی: Գյովհար Աղայի վերին մզկիթ) یا مسجد جامع شوشی مسجدی واقع در شهر شوشی است، که باستانی‌ترین مسجد شهر به حساب می‌آید. مسجد از سوی وزارت فرهنگ جمهوری آذربایجان به عنوان اثر فرهنگی- باستانی دارای اهمیت ملی به ثبت رسیده‌است.

## دربارهٔ مسجد
طرح ساخت بنای مسجد شامل ۴ وهله است. اولین مسجد در این قلمرو به فرمان پناهعلی‌خان جوانشیر، مؤسس خانات قره‌باغ و قلعهٔ شوشی به موازات ساخت کاخ خانان قره‌باغ با استفاده از نی حدوداً در سال‌های ۱۵۷۰م. بنا شد. پس از روی کار آمدن ابراهیم خلیل جوانشیر به عنوان خان قره‌باغ، مسجد سنگی جدیدی به جای قبلی در سال‌های ۱۷۶۸–۶۹م. ساخته شد. در نیمه اول قرن ۱۹م. با حمایت مالی «گوهر آقا» مسجد دو مناره ای به جای مسجد ابراهیم خلیل جوانشیر که در حال تخریب شدن بود، بنا گردید. با حمایت مالی «گوهر آقا» آخرین چهارمین مسجد، یعنی مسجد جامع گوهریه یوخاری فعلی در جای مسجد ابراهیم خلیل به سال ۱۸۸۳ ساخته شد.
معمار چهارمین مسجد، که تا به حال به‌خوبی نگهداری شده‌است، «کربلایی صفی‌خان قره‌باغی»، مؤلف تعداد زیادی از آثار معماری واقع در قره‌باغ است. مسجد جامع گوهریه، مسجد جامع آق‌دام و «امامزادهٔ بَرده» از جملهٔ آثار خوب وی به حساب می‌آیند. مسجد جامع گوهریه یوخاری نیز از آثار خوب وی محسوب می‌شود. دکور مناره‌ها و نقاشیهای روی دیوار یکی از اتاق‌های طبقهٔ دوم مدرسه واقع در قرابت مسجد از سوی میر محسن نواب نگارگری گردیده‌است.

## مشخصات معماری
چهارمین مسجد به لحاظ سازهٔ معماری اش شباهت‌های زیادی با سومین مسجد را داراست. اندازه بنا ۲۶٫۵ متر در ۲۱٫۵ است. چهارمین مسجد دارای ساختار، طرح‌ریزی و سبک معماری متفاوتی می‌باشد، که آن را از سومین ساختمان متمایز قرار می‌دهد.
در ورودی مسجد از نوع طاق‌های سنگی نیمه مدور به آرامی کمال یافته‌است. در جای طاقچه بنای مسجد سوم با ایوانی عوض شده‌است، که در امتداد نمای شمالی قرار دارد. ایوان مسجد شامل مساحتی ۵ متر در ۱۴٫۵ متر می‌باشد. روی طاق‌های تراس با یک نوار تزئینی پوشیده شده‌است، که به آیات قرآنی مزین است. شیوهٔ معماری نمای اصلی مسجد با ایوانی که، بیشتر در ساختمان‌های مسکونی کاربرد دارد و کاربرد آن در عمارت‌های دینی رایج نیست، به کل چشم‌انداز مسجد حالتی دعوت کننده به ارمغان می‌آورد.
تالار عبادت دو طبقه به شکل مربع در مساحتی ۱۸۵ متر در ۱۹ متر بنا گردیده‌است. مثل مسجد سوم، در مسجد چهارم نیز تراس‌هایی در ضلع‌های ساختمان موجود می‌باشد.
ایوان‌های دارای طاق‌های نیم دایره‌ای نمای اصلی، پوشش طاق‌دار تیری شکل تالار عبادت که، روی شش تا شالودهٔ سنگی هشت ضلعی متکی است، با استفاده از سنت‌های نفیس معماری محلی تحقق و یگانگی یافته‌است. دو گنبد ۵ متری در وسط بام مسجد واقع گردیده‌است. روی میدار مناره همانگونه که در بنای مسجد سوم بود، با بنای بام‌های خیمه‌ای شلکی کمال یافته‌است، که بر بایه‌های لطیف به‌خوبی تراشیده شده اتکا دارد.

## مرمت
نوسازی مسجد به عنوان یادگار فرهنگ ایرانیان با همکاری شورای بین‌المللی ابنیه و محوطه‌های ارمنستان، ایران و همچنین حمایت مالی تاجر و ثروتمند قزاق که شبکهٔ مک‌دونالد قزاقستان را در ملکیت دارد، انجام می‌گردد. پس از پایان نوسازی، مسجد فقط به یک مرکز فرهنگی و نه مکان مذهبی تبدیل می‌شود.